# ماشین شگفت‌انگیز
ماشین شگفت‌انگیز (به انگلیسی: Extraordinary Machine) سومین آلبوم استودیویی از خواننده-ترانه‌پرداز آمریکایی فیونا اپل می‌باشد که در ۴ اکتبر سال ۲۰۰۵ از سوی اپیک رکوردز در ایالات متحده منتشر گردید. ماشین شگفت انگیز توسط جان براین تهیه شده‌است و انتظار می‌رفت در سال ۲۰۰۳ منتشر شود اما چندین‌بار توسط ناشر آلبوم بدون توضیح به تعویق افتاد که برخی گمان می‌کردند اختلافی بر سر جذابیت تجاری آلبوم ایجاد شده‌است.